# Artur Taymazov

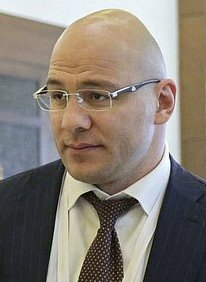
Artur Taymazov, 2018

Artur Taymazov (russisch Артур Борисович Таймазов, Artur Borissowitsch Taimasow; * 20. Juli 1979 in Nogir) ist ein usbekischer Ringer im freien Stil. Er gewann schon 2000 eine olympische Silbermedaille und wurde 2004 Olympiasieger und zweimal Weltmeister (2003 und 2006). Seine Siege bei den Olympischen Spielen 2008 und 2012 bekam er wegen Dopings aberkannt. Er ist ethnischer Ossete und nicht in Usbekistan geboren, wurde aber nach seinem Nationalitätswechsel erfolgreichster usbekischer Olympiateilnehmer.

## Werdegang
Artur Taymazov begann als Jugendlicher 1990 in Wladikawkas, Hauptstadt der Republik Nordossetien-Alanien in Russland, deren Vorort sein Heimatdorf Nogir ist, mit dem Ringen im freien Stil. Er startete zunächst für Russland. Da er sich aber 2000 keine Chancen ausrechnete, für dieses Land bei den Olympischen Spielen an den Start gehen zu können, wechselte er nach Usbekistan. Er wohnt heute in Taschkent und startet für Dinamo Taschkent. Seine Trainer sind dort Salim Abdulvaliyev und Axrol Ro'ziyev. Er ist 1,90 Meter groß und wiegt circa 114 kg. Artur Taymazovs älterer Bruder Timur wurde im Jahre 1996, für die Ukraine startend, Olympiasieger im Gewichtheben.
Seinen ersten großen Erfolg auf der internationalen Ringermatte verzeichnete er im Jahre 2000, als er im chinesischen Guilin Asienmeister im Superschwergewicht wurde. Anschließend qualifizierte er sich bei einem Turnier in Alexandria für die Teilnahme an den Olympischen Spielen in Sydney, das er von dem Chinesen Chen Xing Qiang und Wayne Weathers aus Kanada gewann. Bei den Olympischen Spielen selbst siegte er über Zsolt Gombos, Ungarn, Aydın Polatçı, Türkei, Kerry McCoy, Vereinigte Staaten und Alexis Rodríguez Valera aus Kuba. Im Finale verlor er gegen David Musuľbes aus Russland und gewann damit die Silbermedaille.
Bei der Weltmeisterschaft 2001 in Sofia verpasste Artur Taymazov seinen ersten Weltmeistertitel knapp, weil er nach Siegen über Jurij Schobitko, Ukraine, Sven Thiele, Deutschland, Abbas Jadidi, Iran und Alexis Rodríguez Valeri im Finale wieder gegen David Musuľbes verlor. Auch bei der Weltmeisterschaft 2002 in Teheran scheiterte er an David Musuľbes, denn er verlor dort nach Siegen über Peter Pecha, Slowakei und Mirko Siaian, Schweiz gegen diesen Ringer und kam dadurch nur auf den 8. Platz. Ein Sieg gelang ihm 2002 dann doch noch, als er bei den Asien-Spielen in Busan vor Abbas Jadidi und Palwinder Cheema Singh aus Indien gewann.
2003 wurde er dann bei den Weltmeisterschaften in New York mit Siegen über Kuramagomed Kuramagomedow, Russland, Boschidar Bojadschiew, Bulgarien, Aleksi Modebadse, Georgien, Serhij Prjadun, Ukraine und Kerry McCoy Weltmeister. 2004 konnte er dann bei den Olympischen Spielen in Athen seinen ersten Olympiasieg feiern. Auf dem Weg dahin besiegte er Marek Garmulewicz aus Polen, Palwinder Cheema, Kuramagomed Kuramagomedow, Aydin Polatçi und Alireza Rezaei, Iran.
Enttäuschend für Artur Taimasow verliefen die Weltmeisterschaften 2005 in Budapest. Er siegte dort zwar über Raymond Rusland aus Suriname, verlor aber schon in seinem nächsten Kampf gegen Rareș Chintoan aus Rumänien, schied aus und kam nur auf den 10. Platz. Ein besser vorbereiteter Artur Taymazov ging dann bei den Weltmeisterschaften 2006 in Guangzhou an den Start. Er beherrschte das Feld und wurde mit Siegen über Jose Cuba Vázquez, Spanien, Ruslan Bassijew, Armenien, Ottó Aubéli, Ungarn, Recep Kara, Türkei und Kuramagomed Kuramagomedow zum zweiten Mal Weltmeister. Außerdem siegte er in diesem Jahr auch wieder bei den Asienspielen, die in Doha stattfanden, vor Fardin Masoumi Valadi aus dem Iran. 2007 konnte er bei der Weltmeisterschaft in Baku seinen Titel nicht erfolgreich verteidigen, da er dort nach Siegen über Rareș Chintoan, David Vála, Tschechien, Fardin Masoumi Valadi, Əli İsayev, Aserbaidschan und Thomas Rowlands, Vereinigte Staaten, gegen Alexis Rodríguez Valera verlor und deshalb nur auf den 3. Platz kam.
Im Jahre 2008 gelang Artur Taymazov in Peking der zweite Olympiasieg. Er bezwang dabei Əli İsayev, Disney Rodríguez, Kuba, David Musuľbes, Slowakei und Bachtijar Achmedow aus Russland. Im Jahre 2009 pausierte er und konzentrierte sich auch in den Kommenden Jahren auf die wichtigsten Wettkämpfe. 2010 wurde er bei den Weltmeisterschaften in Moskau Vize-Weltmeister. Er kam dabei zu Siegen über Wadym Tassojew, Ukraine, Aljaksej Schamarau, Belarus, Əli İsayev, und Ioannis Arzoumanidis aus Griechenland, verlor aber im Endkampf gegen Biljal Machow aus Russland. 2010 siegte er bei den Asien-Spielen in Guangzhou vor Dschargalsaichany Tschuluunbat aus der Mongolei und 2011 bei der Asienmeisterschaft in Taschkent vor Komeil Ghasemi aus dem Iran, kam aber bei der Weltmeisterschaft dieses Jahres in Istanbul nach Siegen über Jose Cuba Vázquez, Spanien und Disney Rodríguez nach einer Niederlage gegen Tervel Dlagnev aus den Vereinigten Staaten nur auf den 8. Platz.
Im Jahre 2012 belehrte er dann alle Kritiker, die ihn nach dieser schlechten Platzierung schon abgeschrieben hatten bei den Olympischen Spielen in London eines besseren, denn er wurde dort mit Siegen über Nick Matuhin, Deutschland, Komeil Ghasemi, Tervel Dlagnev und Dawit Modsmanaschwili aus Georgien zum dritten Mal Olympiasieger. Für seine Verdienste um den Ringersport wurde er im September 2014 in die FILA International Wrestling Hall of Fame aufgenommen.
2017 wurden die Dopingproben der Olympischen Spiele 2008 mit neuen Methoden überprüft. Dabei wurde Taymazov positiv auf Turinabol und Stanozolol getestet. Die Goldmedaille wurde ihm aberkannt. 2019 wurde ihm auch die Goldmedaille von 2012 aberkannt.

## Internationale Erfolge
| Jahr | Platz    | Wettbewerb                             | Gewichtsklasse | Ergebnisse |
| 1998 | 1.       | Welt-Jugendspiele in Moskau            | bis 95 kg      | vor Norzaie Yaser, Iran und Lewan Watscharadse, Georgien |
| 2000 | 1.       | Olympia-Qualif.-Turnier in Alexandria  | Superschwer    | vor Chen Xing Qiang, Volksrepublik China und Wayne Weathers, Kanada |
| 2000 | 1.       | Asienmeisterschaft in Guilin           | Superschwer    | vor Chen Xing Qiang, Volksrepublik China und Alireza Rezaei, Iran |
| 2000 | Silber   | OS in Sydney                           | Superschwer    | nach Siegen über Zsolt Gombos, Ungarn, Aydın Polatçı, Türkei, Kerry McCoy, USA, Alexis Rodríguez Valera, Kuba und einer Niederlage gegen David Musuľbes, Russland                                     |
| 2001 | 2.       | WM in Sofia                            | Superschwer    | nach Siegen über Jurij Schobitko, Ukraine, Sven Thiele, Deutschland, Abbas Jadidi, Iran und Alexis Rodríguez und einer Niederlage gegen David Musuľbes                                                |
| 2002 | 8.       | WM in Teheran                          | Schwer         | nach Siegen über Peter Pecha, Slowakei und Mirko Silian, Schweiz und einer Niederlage gegen David Musuľbes                                                                                            |
| 2002 | 1.       | Asien-Spiele in Busan                  | Schwer         | vor Abbas Jadidi, Cheema Palwinder Singh, Indien und Shin Jung-hoon, Südkorea |
| 2003 | 1.       | WM in New York                         | Schwer         | nach Siegen über Kuramagomed Kuramagomedow, Russland, Boschidar Bojadschiew, Bulgarien, Aleksi Modebadse, Georgien, Serhij Prjadun, Ukraine und Kerry McCoy                                           |
| 2004 | Gold     | OS in Athen                            | Schwer         | nach Siegen über Marek Garmulewicz, Polen, Cheema Palwinder Singh, Kuramagomed Kuramagomedow, Aydın Polatçı und Alireza Rezaei                                                                        |
| 2005 | 10.      | WM in Budapest                         | Schwer         | nach einem Sieg über Raymond Velos Rusland, Suriname und einer Niederlage gegen Rareș Chintoan, Rumänien                                                                                              |
| 2006 | 1.       | Golden-Grand-Prix in Baku              | Schwer         | vor Marid Mutalimow, Kasachstan, Eldari Luka Kurtanidse, Georgien und Aleksi Modebadse |
| 2006 | 1.       | WM in Guangzhou                        | Schwer         | nach Siegen über Jose Cuba Vázquez, Spanien, Ruslan Bassijew, Armenien, Ottó Aubéli, Ungarn, Recep Kara, Türkei und Kuramagomed Kuramagomedow                                                         |
| 2006 | 1.       | Asien-Spiele in Doha                   | Schwer         | vor Fardin Masoumi Valadi, Iran, Lee Se-hyung, Südkorea und Cheema Palwinder Singh |
| 2007 | 3.       | WM in Baku                             | Schwer         | nach Siegen über Rareș Chintoan, David Vála, Tschechien, Fardin Masoumi Valadi und Əli İsayev, Aserbaidschan, einer Niederlage gegen Alexis Rodríguez Valera und einem Sieg über Thomas Rowlands, USA |
| 2008 | Gold DSQ | OS in Peking                           | Schwer         | nach Siegen über Əli İsayev, Disney Rodríguez, Kuba, David Musuľbes, Slowakei und Bachtijar Achmedow, Russland                                                                                        |
| 2010 | 2.       | WM in Moskau                           | Schwer         | nach Siegen über Wadym Tassojew, Ukraine, Aljaksej Schamarau, Belarus, Əli İsayev und Ioannis Arzoumanidis, Griechenland und einer Niederlage gegen Biljal Machow, Russland                           |
| 2010 | 1.       | Asien-Spiele in Guangzhou              | Schwer         | vor Dschargalsaichany Tschuluunbat, Mongolei, Lei Liang, China und Fardin Masoumi Valadi |
| 2011 | 1.       | Asienmeisterschaften in Taschkent      | Schwer         | vor Komeil Ghasemi, Iran und Deng Zhiwei, China |
| 2011 | 1.       | Intern. Turnier in Kiew                | Schwer         | vor Marid Mutalimow und Oleksandr Chozjaniwskyj, Ukraine |
| 2011 | 8.       | WM in Istanbul                         | Schwer         | nach Siegen über Jose Cuba Vázquez und Disney Rodríguez, einer Niederlage gegen Tervel Dlagnev, USA                                                                                                   |
| 2012 | 1.       | Olympia-Qualif.-Turnier in Astana      | Schwer         | vor Marid Mutalimow und Auiaal Lasarew, Kirgisistan |
| 2012 | 1.       | Intern. Schwarz-Meer-Turnier in Odessa | Schwer         | vor Taimuras Tigijew, Kasachstan und Jewhen Dsjubak, Ukraine |
| 2012 | Gold DSQ | OS in London                           | Schwer         | vor Komeil Ghasemi, Tervel Dlagnev und Dawit Modsmanaschwili, Georgien |

## Erläuterungen
- alle Wettbewerbe im freien Stil
- OS = Olympische Spiele, WM = Weltmeisterschaft
- Schwergewicht, seit 2002 bis 120 kg, Superschwergewicht, bis 2001 bis 130 kg Körpergewicht